# Família de Mahatma Gandhi
Predefinição:Infobox family
| Famílias ligadas   | C. Rajagopalachari |
| Titulações         | Pai da Nação (Father of the Nation) |
| Tradições          | Hindu |
| Propriedades       | Gandhi Smriti |
| Região             | Índia |
| Local de origem    | Gujarat, Índia |
| Membros da família | K. U. Gandhi (pai)Mohandas GandhiKasturba Gandhi (esposa)Harilal Gandhi (filho)Manilal Gandhi (filho)Ramdas Gandhi (filho)Devdas Gandhi (filho)                                            |
| Parentes           | Rajmohan Gandhi (neto) Gopalkrishna Gandhi (neto)Ramchandra Gandhi (neto) Arun Manilal Gandhi (neto)Sunanda Gandhi (esposa de Arun Manilal) Tushar Gandhi (bisneto)Shanti Gandhi (bisneto) |

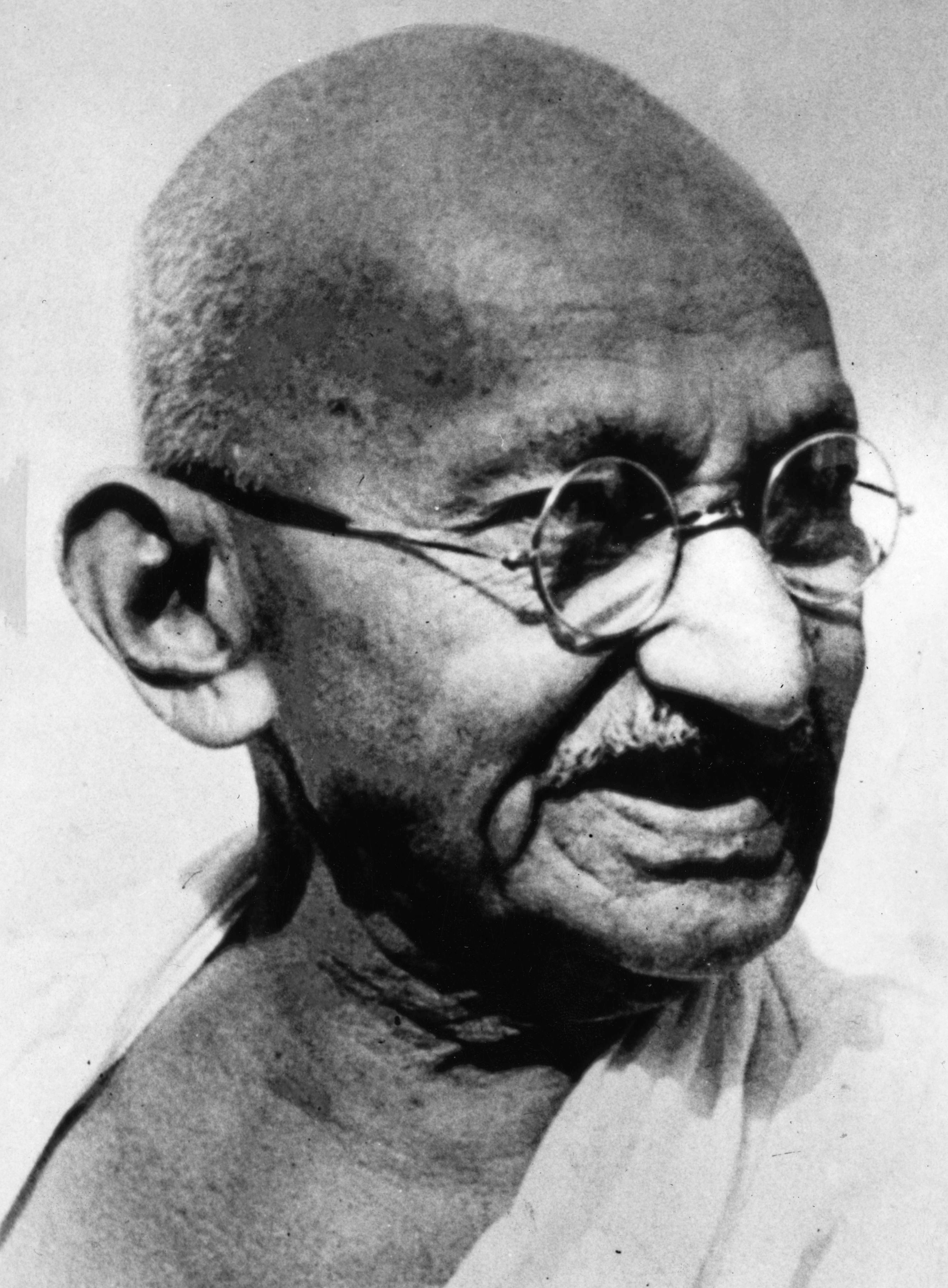
K. U. Gandhi (pai)Mohandas GandhiKasturba Gandhi (esposa)Harilal Gandhi (filho)Manilal Gandhi (filho)Ramdas Gandhi (filho)Devdas Gandhi (filho)

A família Gandhi é a família de Mohandas Gandhi (2 de outubro de 1869 - 30 de janeiro de 1948). Gandhi foi o líder importante do movimento de independência indiana na Índia governada pelos britânicos. Mahatma Gandhi também é chamado de Pai da Nação ou "Bapu", como o primeiro-ministro o chamou em seu funeral; um título que lhe foi dado por Subhas Chandra Bose em 6 de julho de 1944, durante seu discurso na Rádio de Cingapura. Em 28 de abril de 1947, Sarojini Naidu também referiu Gandhi com o título de Pai da Nação. Gandhi também é conhecido como Bapu (Gujarati: apelido afetivo para "pai") na Índia. Na linguagem comum na Índia, ele é frequentemente chamado de Gandhi ji. Um jornalista anônimo da cidade de Jetpur em Saurashtra também foi referido (principalmente por oficiais britânicos) como Gae-ndy ou Ga-ndhi, já que o "a" faz um som "ah", em uma carta anônima referida a Mohandas Karamchand Gandhi como Mahatma ( Sânscrito: "de grande alma", "venerável"), pela primeira vez enquanto ele ainda estava na África do Sul.
Em 1885, Gandhi e sua esposa Kasturba (nascida Kasturbai Makhanji Kapadia) tiveram seu primeiro filho, que sobreviveu apenas alguns dias. O casal Gandhi teve mais quatro filhos, todos homens: Harilal, nascido em 1888; Manilal, nascido em 1892; Ramdas, nascido em 1897; e Devdas, nascido em 1900.

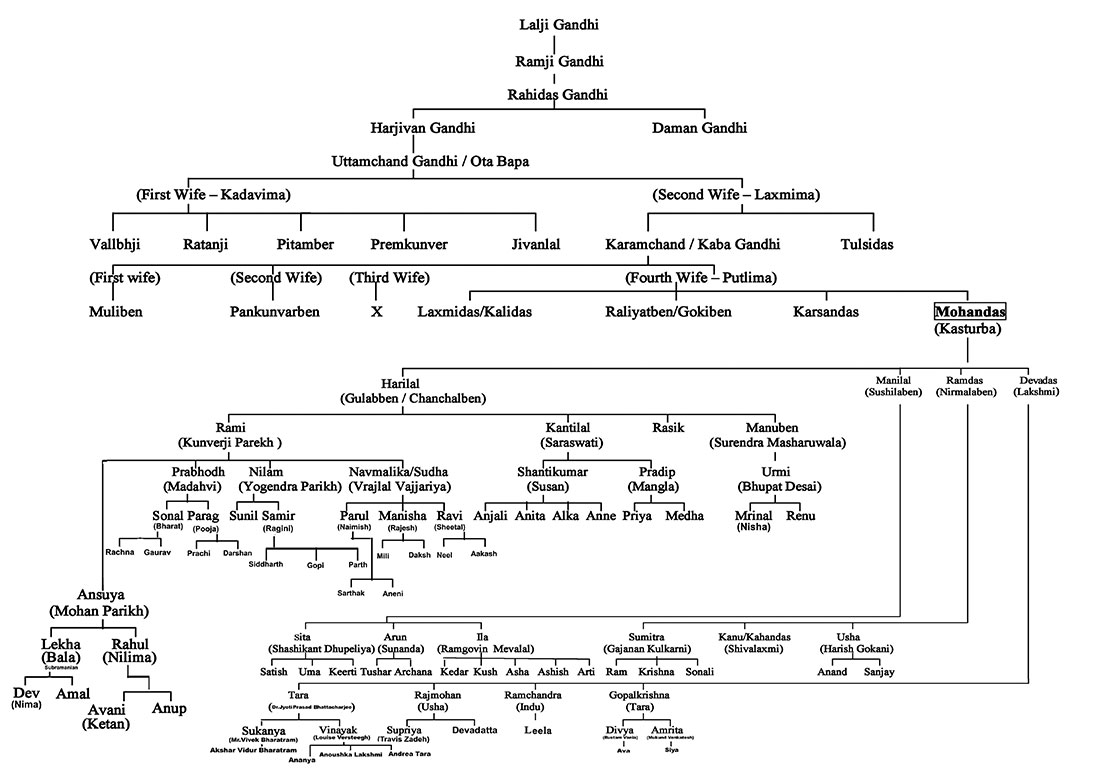
Árvore genealógica de Mohandas Karamchand Gandhi e Kasturba Gandhi. Fonte: Gandhi Ashram Sabarmati

## Terceira geração
- Harilal Gandhi (1888 - 1948)
- Manilal Gandhi (1892 - 1956)
- Ramdas Gandhi (1897 - 1969)
- Devdas Gandhi (1900 - 1957)
- Maganlal Gandhi (1883 - 1928)
- Samaldas Gandhi (1897 - 1953)

## Quarta geração
- Rajmohan Gandhi (1935 -)
- Gopalkrishna Gandhi (1945 -)
- Ramchandra Gandhi (1937 - 2007)
- Arun Manilal Gandhi (1934 -)
- Ela Gandhi (1940 -)
- Kanu Gandhi (fotógrafo) (1917 - 1986)
- Kanu Gandhi (cientista) (1928 - 2016)

## Quinta geração
- Tushar Gandhi (1960 -)
- Shanti Gandhi (1940 -)
- Leela Gandhi (1966 -)
- Kirti Menon (1959 -)